# Eragrostis cenolepis
Eragrostis cenolepis är en gräsart som beskrevs av Clayton. Eragrostis cenolepis ingår i släktet kärleksgrässläktet, och familjen gräs. Inga underarter finns listade i Catalogue of Life.